# Cantón de Fresnes
El cantón de Fresnes era una división administrativa francesa, que estaba situada en el departamento de Valle del Marne y la región de Isla de Francia.

## Composición
El cantón estaba formado por la comuna que le daba su nombre:
- Fresnes

## Supresión del cantón de Fresnes
En aplicación del Decreto n.º 2014-171 de 17 de febrero de 2014, el cantón de Fresnes fue suprimido el 22 de marzo de 2015 y su comuna pasó a formar parte del nuevo cantón de L'Haÿ-les-Roses.